# Work and Travel USA

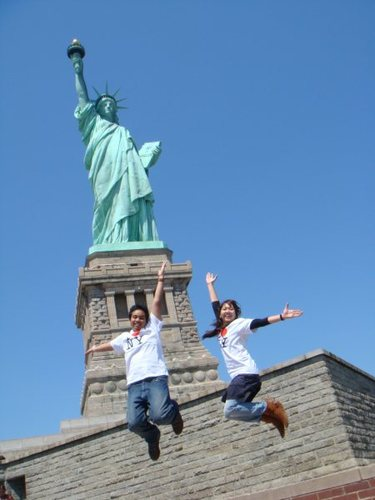
Uczestnicy Summer Work Travel przed Statuą Wolności.

Work and Travel USA (albo Summer Work Travel, SWT; pl. praca i podróże) – międzynarodowy program wyjazdów do Stanów Zjednoczonych dla studentów z innych krajów. Celem tych wyjazdów jest poznanie kraju, jego kultury i języka. Work and Travel różni się od innych form podróży przez to, że podróżujący zarabiają niezbędne fundusze angażując się na miejscu w krótko- lub długoterminowe prace dorywcze (job hopping).
Work and Travel jest programem prowadzonym dla studentów i alternatywą dla tradycyjnych wyjazdów za granicę, na studia lub jako au pair. Co roku z Polski na Work & Travel wyjeżdża około 10 000 studentów.
Na okres podróży wydawana jest specjalna wiza, która pozwala na pracę i podróże do dwunastu miesięcy (w programie Au pair). W programie Work & Travel – od 3 tygodni do 4 miesięcy pracy i 1 miesiąc na zwiedzanie (= maksymalnie do 5 miesięcy pobytu w USA). Organizatorzy wyjazdów w większości współpracują z prywatnymi lub państwowymi agencjami zatrudnienia z całego świata.

## Cele programu
Głównym celem programu jest promowanie kultury amerykańskiej na świecie, wymiana wartości duchowych między młodzieżą z różnych krajów świata i USA i poznanie stylu życia w USA.
Z punktu widzenia studentów – zarobienie pieniędzy na zwiedzanie kraju i sprawdzenie siebie w dłuższej podróży.

## Wymagania dla kandydatów
Program przeznaczony jest dla studentów:
- w wieku od 18 do 30;
- z komunikatywnym poziomem znajomości języka angielskiego;
- będących studentami uczelni wyższych (państwowych i niepaństwowych) w „pełnym lub niepełnym wymiarze godzin” na co najmniej drugim semestrze[5][1].
- w programie mogą uczestniczyć studenci uniwersytetów, szkół wyższych, szkół policealnych (w przypadku dwuletniego programu nauki student powinien ukończyć pierwszy rok). Wszyscy uczestnicy muszą posiadać dobrą znajomość języka angielskiego. Istnieją również pewne ograniczenia dotyczące rodzaju wykonywanej pracy (nie może to być na przykład praca w służbie zdrowia, wymagająca kontaktu z pacjentem lub jako członek załogi statków itp.).

Studenci korespondencyjni, wolni słuchacze oraz osoby uczące się w szkołach zawodowych oraz w szkołach licealnych dla dorosłych nie mogą ubiegać się o uczestnictwo w tym programie.

## Publikacje
- Piotr Barański „Work & Travel, czyli jak legalnie wyjechać do USA, zarobić i przeżyć przygodę” (Copyright by Polpress Servicess, 2005)
- T.O.O. „ŻAKwUSA, Work and Travel w przykładach” (Copyright by DraftOK, listopad 2011)[6]
- T.O.O. „ZAKwUSA, Work and Travel in examples; ŻAKwUSA w przykładach Work and Travel” (Copyright by DraftOK, kwiecień 2012)[7]